# Rhopornis
Genre
Rhopornis est un genre monotypique de passereaux de la famille des Thamnophilidés.

## Liste des espèces
Selon la classification de référence du Congrès ornithologique international (version 6.4, 2016) :
- Rhopornis ardesiacus — Alapi de Bahia, Alapi du Bahia, Fourmilier de Bahia (zu Wied-Neuwied, 1831)